# Entoloma hochstetteri
Entoloma hochstetteri (Reichardt) G. Stev. – gatunek grzybów z rodziny dzwonkówkowatych (Entolomataceae).

## Systematyka i nazewnictwo
Pozycja w klasyfikacji według Index Fungorum: Entoloma, Entolomataceae, Agaricales, Agaricomycetidae, Agaricomycetes, Agaricomycotina, Basidiomycota, Fungi.
Gatunek został opisany jako Hygrophorus hochstetteri w 1866 r. przez Reichardta, nazwany został dopiero w 1962 r. przez Stevensona. Nazwa gatunkowa upamiętnia niemieckiego przyrodnika  Ferdinanda von Hochstettera.

## Morfologia
Owocnik
Wyróżnia się charakterystyczną niebieską barwą całych owocników, jedynie blaszki mają lekki czerwonawy odcień za sprawą zarodników. Grzyb zawdzięcza barwę trzem barwnikom azulenowym. Ma małe, delikatne owocniki. Kapelusz osiąga do 4 cm średnicy i jest stożkowatego kształtu. Jest barwy indygo z zielonkawym odcieniem i jedwabisty w dotyku. Krawędź kapelusza jest ząbkowana i podwinięta do wewnątrz. Blaszki cienkie, 3–5 mm szerokości, zasadniczo takiej samej barwy jak kapelusz, niekiedy z żółtawym odcieniem. Trzon cylindryczny, 5 cm długości i 0,5 cm średnicy, pełny. Wysyp zarodników czerwonoróżowy. 
Cechy mikroskopowe
Zarodniki 9,9–13,2 × 11,8–13,2 μm, czworościenne, szkliste, gładkie i cienkościenne. Podstawki 35,2–44,2 x 8,8–13,2 µm, buławkowate, szkliste, z dwoma lub czterema sterygmami.

## Występowanie i siedlisko
Występuje na Nowej Zelandii i w Indiach. Rośnie w lasach zachodniej części Wyspy Północnej i Południowej Nowej Zelandii, zwykle w pobliżu Nothofagus i Podocarpus. Opisano ją również z Indii. 
Owocniki znajdywano w mchu lub ściółce.

## Znaczenie
Entoloma hochstetteri nie jest jadalna, nie wiadomo, czy jest trująca. 
Gatunek był jednym z sześciu nowozelandzkich grzybów przedstawionych na serii znaczków wydanych przez nowozelandzką pocztę w 2002 roku. Znajduje się też na odwrocie 50-dolarowego banknotu, wydanego przez Reserve Bank of New Zealand w 2002 roku.